# Dasypolia rjabovi
Dasypolia rjabovi là một loài bướm đêm trong họ Noctuidae.